# 藍田真潮
藍田 真潮（あいだ ましお、1976年6月26日 - ）は、日本の元アイドル、元女優。元制服向上委員会メンバー。
所属していた事務所は、クレヨン → NEW ZEST → ビッグアップル

## 来歴・人物
東京都出身。当時（1995年）公表していたサイズは、身長158cm、B80cm、W58cm、H82cm（1995年時点）。
高校卒業後は専門学校に進学。
趣味はプロレス観戦、特に女子プロレス。1993年8月頃からハマったという。この他、サッカーをプレーするのも趣味で、和服の着付けも特技。

## 出演

### テレビドラマ
- Virgin Kiss（1994年、熊本放送）[2]
- お姉さんの朝帰り（1994年、テレビ朝日・火曜ドラマリーグ）[2]
- 八神くんの家庭の事情（1994年 - 1995年、テレビ朝日・火曜ドラマ）[2]
- 好きやねん（1995年、日本テレビ）
- 土曜ワイド劇場 おばはん刑事!流石姫子 1（1998年、テレビ朝日） - 看護師 役

### テレビバラエティ
- はなきんデータH（テレビ朝日）[2][4]
- ヴィーナスの鎖骨（フジテレビ）[2]
- オ・ト・ナにして（テレビ朝日）[2][3]
- 開運!なんでも鑑定団（テレビ東京）[6]

### 情報番組
- NEWSもぎたて朝一番（テレビ東京）[2]

### CM
- 霊友会[2]
- フジカラープリント[2]
- アジャックメガネ[2]
- 新学社[2]
- 進研ゼミ（1991年）[2]
- 黒龍堂化粧品アクネ[2]
- 不二家キャンディー[2]
- バンダイ ママレード・ボーイボイスメモ[2][3]